# The Sims Social
The Sims Social fu il primo videogioco della serie The Sims sul web, in pieno stile free-to-play, dove per la prima volta i giocatori potevano giocare con i propri amici. Esso arrivò nell'estate del 2011 su Facebook. Come negli altri The Sims, gli utenti potevano creare propri personaggi e residenze personalizzati, ma, essendo il gioco basato sul sociale, dovevano necessariamente interagire coi propri amici di Facebook per avanzare nelle missioni. Queste relazioni, che potevano essere leali o meno, potevano essere pubblicate sulle bacheche Facebook.

## Modalità di gioco
The Sims Social era un videogioco su Facebook sviluppato da Playfish ed Electronic Arts, ambientato in una città fittizia chiamata Littlehaven (in italiano "PiccoloParadiso"). Il gioco accennò anche elementi e personaggi famosi del mondo reale, come Lady Sim-Sim (Lady GaGa), Elvis Plumbob (Elvis Presley), e Sims Cara (Sin Cara).

### Abilità
Come gli altri giochi della serie The Sims, The Sims Social consentiva lo sviluppo di alcune abilità. Esse erano principalmente 6: arte, cucina, musica, scrittura, atletica e guida; furono presenti ulteriori abilità, che però erano legate a progetti periodici a tema. Procedendo nello sviluppo delle abilità si rendevano disponibili nuovi oggetti. I Sim sviluppavano le abilità interagendo con appositi oggetti nella casa, per esempio: per l'arte i cavalletti, per la musica le chitarre, per la cucina il forno, per la scrittura la macchina da scrivere. Talvolta un'abilità doveva essere sviluppata per richiesta di una specifica missione.

### Carriere
Le carriere in questa edizione del gioco, le carriere erano molto influenti rispetto a quelle degli altri The Sims. Un personaggio poteva aspirare a 3 diversi percorsi di carriera: rockettaro, chef o artista. Ogni carriera consisteva in 5 livelli, ognuna con 3 sub-livelli. Per avanzare nella carriera, il giocatore doveva organizzare appuntamenti al proprio Sim, che non erano altro che conti alla rovescia al termine dei quali il giocatore doveva mandare il proprio Sim al lavoro; più si era puntuali, maggiore sarebbe stato il guadagno di simoleon e punti carriera. Accumulando punti carriera si ottenevano promozioni e oggetti speciali esclusivi. Dopo aver completato tutta una carriera, il giocatore poteva intraprenderne un'altra al costo di rinunciare ai progressi di quella precedente (gli oggetti vinti erano comunque mantenuti).

### Tratti
I tratti erano comportamenti caratteristici che un giocatore poteva assegnare al proprio Sim. Vi erano 12 tratti in The Sims Social e potevano essere acquistati esclusivamente coi punti vitalizi. Ogni tratto poteva avanzare di livello, fino a un massimo di 3 o 5 a seconda del tratto. I tratti erano fortunato, abile a baciare, folle, ninja, orco, sciatto, vescica d'acciaio, ordinato, supermeccanico, animale notturno, cuoco esperto, maestro della musica e virtuoso dell'arte. Quando il giocatore avanzava di livello un tratto, questo diveniva più influente nella vita del Sim. L'esempio più rilevante era il tratto ninja: più lo si aumenta di livello, più il personaggio sarebbe stato rapido nello spostarsi per casa, fin anche a teletrasportarsi (utile nelle grandi case). Rendendo il Sim folle, invece, un Sim poteva avere meno bisogno di visitare e interagire con gli amici per ottenere punti sociali, poiché sarebbe stato in grado di parlare con le piante in casa, a un certo livello senza neanche spendere energia. Alcuni tratti, invece, provvedevano solo a far guadagnare più simoleon interagendo con un oggetto inerente a quel tratto ed erano sbloccati quando un giocatore era già a un livello avanzato in quella disciplina; per esempio, se si era a un certo livello con l'arte si sbloccava il tratto virtuoso dell'arte e, assegnandolo al Sim, si sarebbero guadagnati più simoleon interagendo con i cavalletti da pittura.

### Bisogni ed energia
In The Sims Social i Sim avevano bisogni, proprio come negli altri titoli della saga. La differenza, però, era che essi non morivano in caso di insoddisfazione. Vi erano 6 bisogni: Socialità, Svago, Fame, Igiene, Vescica e Sonno. Quando tutti i bisogni erano completamente soddisfatti, il Sim diveniva Ispirato. Un Sim ispirato avrebbe guadagnato più simoleon interagendo con gli oggetti in casa. Quando un Sim aveva bisogni molto insoddisfatti avrebbe ignorato gli ordini del giocatore e cercato di soddisfarli da solo. I caratteri potevano scendere da verde scuro (ottimo) a verde chiaro, giallo, arancione, rosso e, infine, grigio (pessimo). La modalità di soddisfazione dello svago variava secondo la personalità scelta per il Sim; per esempio, un Sim Atleta non si sarebbe svagato giocando al computer, come invece avrebbe fatto un Sim Fanatico. In assenza di indicazioni da parte del giocatore, i Sim si sarebbero comportati autonomamente cercando in primis di soddisfare i bisogni e poi la personalità.

### Valute
The Sims Social aveva quattro valute: simoleon, simcash, punti sociali e punti vitalizi. Queste valute erano utilizzate per comprare oggetti e caratteristiche. I simoleon erano i soldi base che il Sim guadagnava interagendo su richiesta del giocatore con gli oggetti e sviluppando abilità. I simcash erano invece soldi da acquistare tramite denaro vero, oppure vinti, in quantità casuale fino a 10, giocando a The Sims Social per 5 giorni consecutivi. Mentre con i simoleon si poteva acquistare la maggior parte degli oggetti presenti in negozio, i simcash permettevano di acquistare oggetti speciali ed esclusivi, oltre che avanzare più velocemente nelle abilità e nelle missioni. Un utente che giocava per la prima volta avrebbe ricevuto 40 simcash omaggio. I punti sociali si ottenevano eseguendo interazioni con gli altri Sim e potevano essere usati per acquistare particolari oggetti nel negozio, i quali non richiedono simoleon o simcash ma esclusivamente punti sociali. Essi si potevano indirettamente convertire in simoleon, comprando un oggetto con i punti sociali e rivendendolo, poiché il rimborso era in simoleon. I punti vitalizi, simili a quelli di The Sims 3 e The Sims 2, erano una valuta per comprare e modificare esclusivamente i tratti del proprio Sim. Erano l'unica valuta che non si poteva guadagnare tramite altre valute o soldi veri, ma solo avanzando nelle abilità e completando missioni.

### Interazione sociale
Diversamente dai suoi predecessori, The Sims Social usava le funzioni sociali di Facebook per permettere ai giocatori di chiedersi a vicenda regali di oggetti necessari per portare a termine le missioni. Per esempio, quando un Sim avanzava in un'abilità, per sbloccare il livello successivo aveva bisogno di alcuni oggetti. Alcuni di questi potevano essere guadagnati eseguendo normali operazioni in casa, rilassandosi, andando in bagno, ecc., mentre altri dovevano essere tassativamente chiesti agli amici, o con invito personale o tramite post pubblico sulla propria bacheca Facebook. Ciò era un problema per i giocatori con pochi amici Facebook, poiché, non potendo ricevere abbastanza oggetti in regalo, erano costretti a usare soldi veri per avanzare. Anche quando si acquistavano dal negozio oggetti per la casa speciali o molto grandi, che avevano l'icona di un martello sulla miniatura, significava che non sarebbe bastato comprarli e piazzarli, ma si sarebbero dovuti "costruire", spendendo energia e richiedendo, appunto, oggetti agli amici.
Quando si "regalava" un oggetto a un amico, in realtà non avveniva uno spostamento dell'oggetto tra un amico e l'altro: l'oggetto semplicemente si generava nell'inventario di chi lo riceveva, anche se il donatore non ne possedeva.
Per un giocatore di The Sims Social i propri amici Sim erano dei PNC e si potevano stabilire, con essi, tre tipi di relazione. Potevano diventare amici, rivali o in relazione romantica. Per ognuna di queste relazione vi erano vari livelli, nei quali si sarebbe potuto avanzare coltivando continuamente l'amicizie, perseverando con i dispetti nelle inimicizie e frequentando continuamente la fidanzata. Ogni percorso relazionale sbloccava fra i due Sim diverse azioni; per esempio, una relazione romantica ai primi livelli permetteva al massimo un bacio, mentre più avanti si potevano avere rapporti a letto. Perché due Sim potessero avanzare di livello l'amicizia o l'inimicizia, uno dei due avrebbe dovuto far richiesta quando disponibile e l'altro avrebbe dovuto accettarla.

### Realizzazione
Oltre a costruire oggetti e avanzare nelle abilità, i giocatori potevano utilizzare gli oggetti, raccolti con le operazioni, combinandoli per realizzare pozioni speciali che fornivano benefici ai Sim o altri oggetti richiesti nelle missioni. Ad esempio, la pozione dell'ispirazione soddisfaceva all'istante tutti i bisogni portandolo all'ispirazione; uno snack energetico forniva +1 di energia. Una volta realizzato un oggetto, esso era piazzato nello zaino assieme a tutti gli altri oggetti raccolti durante il gioco.

## Accoglienza
Dalla data di lancio, il gioco accumulò più di 65 milioni di utenti, con più di 16 milioni solo nella prima settimana. È stato uno dei giochi Facebook con la maggior crescita di utenti in poco tempo e la quinta applicazione Facebook più usata a meno di un mese dal rilascio. A partire dal 9 settembre 2011, The Sims Social diventò temporaneamente il secondo gioco di Facebook più popolare. Dopo due mesi in seconda posizione, subì un declino, a causa dei glitch non corretti, della lentezza e della mancanza di fluidità, oltre al mancato aggiornamento nel tempo dei contenuti che altri giochi popolari su Facebook (come FarmVille) invece avevano.
Dalle classifiche di AppData del novembre 2012 (le quali misurano la popolarità delle applicazioni su Facebook), il DAU (Daily Average Users) di The Sims Social scese dalla top 25 per la prima volta, con molti utenti che lamentavano la difficoltà nel completare le missioni e le operazioni ripetitive da eseguire per procedere nel gioco, che lo rendevano monotono rispetto agli altri concorrenti.

### Premi
Il 9 febbraio 2012 The Sims Social vinse il premio Social Networking Game of the Year (Gioco online sociale dell'anno) al quindicesimo annuale Interactive Achievement Awards e il 15 febbraio 2012 The Sims Social fu nominato miglior gioco browser dalla British Academy Video Game Awards, una sussidiaria della British Academy of Film and Television Arts.

## Chiusura
Il 14 aprile 2013 la Electronic Arts dichiarò con un post su Facebook che il gioco, nonostante i 5 000 000 di utenti mensili, sarebbe stato tolto da Facebook e chiuso definitivamente in 2 mesi (il 14 giugno 2013). I motivi furono la messa a disposizione dei server e la concentrazione delle energie del team di sviluppo per giochi più popolari e nuovi titoli. Gli utenti che avevano acquistato simcash tramite soldi veri non furono rimborsati. Nel corso dell'anno precedente la società aveva chiuso un'altra decina di giochi della Playfish (tra i quali Restaurant City e Hotel City), invitando gli utenti a passare a The Sims Social.